# 레이프 에이릭손
레이프 에이릭손(고대 노르드어: Leifr Eiríksson, 아이슬란드어: Leifur Eiríksson)은 아이슬란드 태생 탐험가로 바이킹 시대인 1000년 경 북아메리카를 최초로 발견한 유럽인이다.
그린란드의 노르드인 정착을 주도한 붉은 에이리크(Eiríkr rauði)의 아들이며, 그가 발견한 지역은 현재 캐나다의 뉴펀들랜드이다. 그린란드에서 살던 레이프 에이릭손은 새 땅을 목격했다는 비아르니 헤리올프손(Bjarni Herjólfsson)의 보고를 듣고 토르핀 칼세프니(Þórfinnr Karlsefni) 등과 함께 탐험에 나섰다. 그들은 발견한 땅을 빈란드(Vinland)라고 불렀고 뉴펀들랜드섬의 북쪽 반도의 란스오메도스(L'Anse aux Meadows) 근처에 정착을 시도했지만 원주민들과의 마찰과 기후 변화로 몇해 이상은 지속되지 못하였다.

## 역사성
레이프는 북미 대륙에 발을 디딘 최초의 유럽인으로 알려진 역사적인 인물로 추정되지만, 그의 삶에 대한 다른 세부 사항은 다양하며 논쟁의 대상이다. 여러 학자들은 레이프의 여동생 프레이디스와 그의 양아버지 티커가 빈란드 사가에서 그들의 역할과 마찬가지로 소설 작품이라고 제안했다. 그린란드 선교사로서의 레이프의 임무는 허구일 수도 있다. 그의 이야기의 그러한 측면은 종종 군라우거 레이프손의 올라프스(Óláfs) 사가 트뤼그바소나르(Tryggvasonar) 버전에 기인하기 때문이다(레이프를 언급하는 다른 사가의 출처로 사용되었을 가능성이 높음).

## 같이 보기
- 곤여만국전도